# 劉永通
劉永通（1429年—？），字弘濟，直隸太平府當塗縣人，匠籍，明朝政治人物。進士出身。

## 生平
景泰元年（1450年）庚午科應天府鄉試第一百二十六名舉人。景泰五年（1454年）甲戌科會試第一百四十八名，殿試登進士第二甲第一百二十二名。

## 家族
曾祖父劉貴。祖父劉德。父劉瑀。